# Susumu Yoshida
Pour les articles homonymes, voir Yoshida.
Susumu Yoshida est un compositeur japonais naturalisé français, né à Tokyo le 23 décembre 1947.

## Biographie
Susumu Yoshida a étudié l'économie politique à l'Université de Keio Tokyo où il obtient une licence avant de se consacrer à la musique, qui l'intéresse depuis qu'il est jeune. Il a été l'élève de Tomojiro Ikenouchi, professeur à l’Université nationale des beaux-arts et de la musique de Tokyo.
Arrivé en France en 1972, il entre au Conservatoire national supérieur de musique de Paris ; il y est l'élève de Jean-Claude Henri et Roger Boutry, obtient les premiers prix de contrepoint et d'harmonie, puis il entre en 1976 dans la classe de composition d'Olivier Messiaen, Betsy Jolas et Ivo Malec où il obtint un premier Prix.
La Scène nationale de Quimper, sous la direction de Michel Rostain, soutient son travail de compositeur pendant plusieurs années.

## Œuvres
- Kana kana pour deux pianos et hautbois (1976) Ed. Durand
- Irowa-Nioedo  (Pourtant les fleurs sont belles) pour mezzo-soprano et piano (1976) Ed.Durand
- Kodama I (Esprit de l’Arbre) pour violon seul (1977) Ed. Billaudot
- Enka I pour soprano et neuf instrumentistes (1978) Ed. Durand
- Kodama II pour piano (1978) Ed. Billaudot
- Utsu-Semi pour orchestre (1979) Ed. Durand
- Enka II pour soprano et neuf instrumentistes (1980) Ed. Durand
- Enka III - Keca et Morito - drame lyrique en un acte (1981)
- Jyô-Mon pour orchestre (1982) Ed. Durand
- Toki-No-Hibiki (Résonance du Temps) pour quatre Ondes Martenot (1983)
- Kodama III pour flûte avec ou sans piano (1984) Ed. Billaudot
- Enka IV - Le Mari de Keca - drame lyrique en un acte (1985)
- Gaku pour flûte, piano et percussion (1986) Ed. Durand
- Quartettino, 1er Quatuor à cordes (1987) Ed. Durand
- Fantasia pour vingt-deux cordes (1991) Ed. Durand
- Rhythm Mania pour percussion (1992) Ed. Durand
- Quartettino version orchestre à cordes (1993) Ed. Durand
- Kan-Nagui (Chaman) rite musical et chorégraphique (1993) Ed. Durand
- Shizen-To-Eien-Ni-Tsuite (De la Nature et l’Eternité) pour ensemble de vielles à roue (1995)
- Ayame-To-Sarekobe (L’Iris et la tête de mort, d’après un haïku de Bashô) pour sept instrumentistes (1996) Ed. Durand
- Cinq Haïkaï pour orchestre de chambre (1996) Ed. Durand
- Again pour ensemble (1997)
- Sotoba-Komachi - Evocation D’après une pièce du théâtre nô (Sotoba Komachi) pour cymbalum et un danseur (1997) Ed. Durand
- Cinq Temps de Jehanne d’Arc pour orchestre de chambre (2000) Ed. Durand
- Trois haïkus sur les fleurs de cerisier (d’après Issa) pour orchestre de chambre (2000) Ed. Durand
- Chants de chaman (Kami-Mukae, Kami-Asobi, Kami-Okuri) pour voix de femme (2001) Ed. Durand
- Higan-E (Les Chemins du Nirvâna) pour ensemble de violoncelles (2001) Ed. Durand
- Katcho-huei (d’après les haïkus de Kyoshi) pour soprano et piano (2005)
- Nous vivons seulement par l’amour, d’après un duo de La Flûte Enchantée de Mozart, pour quatuor avec piano (2006)
- Sumidagawa (La Rivière Sumida), Opéra-Nô (2006) Ed. Billaudot
- Ume To Uguisu (La Fleur de prunier et le rossignol) d’après trios haïkus d’Issa pour orchestre (2008) Ed. Billaudot
- Shô-ô-Yonku (Quatre Haïkus de Basho), pour flûte, alto et harpe (2009), commande du festival Messiaen au pays de la Meije[2],[4]
- Kodama IV (Esprit de l'arbre IV), pour saxophone alto (2010)[2]
- Tori-Kagura, pour flûte et percussion (2010)[2]
- My favorite things, pour flûte, clarinette, violon, violoncelle, piano et percussion (2010)[2]
- Inori (prière), pour cornemuse écossaise (2011)[2],[5]
- Shiki (Les quatre saisons japonaises), pour violon et orchestre ou ensemble (2011)[2]

## Enregistrements
- Enka I & II / Utsu-Semi, Disque PATHE MARCONI EMI C 069-83037
- Toki-No-Hibiki, REM 311306XCD (France)
- De la Nature et l’Eternite, Alba Musica AL 0197 (France)
- Again, Alba Musica AL 0420 (France)
- De la Nature et l’Eternite, King records DVD, KIBM 1035 (Japon)
- Quartettino, Piglet record OWPC-2006 (Japon)

## Publications
- Histoire de la Marseillaise, Ed. Chûô-Kôron, 1994
- Réflexion sur ENKA Ed. TBS-Britannica, 1995
- La Franc-maçonnerie et les grands musiciens, Ed. Kokusho-Kankôkai, 2006